# Asteroseismologie

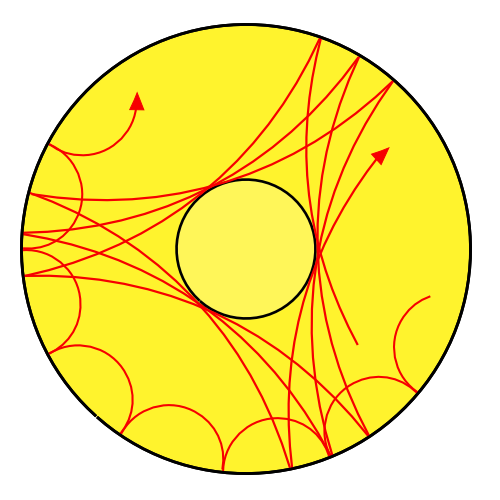
Verschillende oscillaties in een ster.

Asteroseismologie - afgeleid van astēr (Grieks voor ster) en seismologie (leer der aardbevingen) - is een wetenschap die zich bezighoudt met het analyseren van de interne structuur van pulserende sterren. Dit gebeurt via analyse van het frequentiespectrum en de trillingen (oscillaties) van de ster, op dezelfde manier als dat seismologen het binnenste van de aarde onderzoeken.
De trillingen die bij asteroseismologie worden onderzocht, ontstaan door thermische energie die overgaat in kinetische energie. Dit proces is vergelijkbaar met wat er gebeurt in een warmtemachine. Deze manier van observeren is ook toepasbaar bij sterren die lastig op andere manieren te observeren zijn, zoals neutronensterren. 
Asteroseismologie is nauw verbonden met helioseismologie, die zich enkel op de zon richt.

## Ruimtemissies
Een aantal ruimtemissies hebben onder andere asteroseismologie als doel:
- MOST – Een Canadese satelliet gelanceerd in 2003.
- COROT – Een Franse astreroseismologische satelliet gelanceerd in 2006.
- WIRE – Een NASA-satelliet gelanceerd in 1999.
- SOHO – Een samenwerking tussen ESA / NASA, gelanceerd in 1995.
- Kepler Space Observatory – Een satelliet voor het opsporen van planeten.